# De første danske spillefilm
De første danske spillefilm er en dansk dokumentarfilm fra 1995 med instruktion og manuskript af Prami Larsen.

## Handling
En kavalkade af de første danske spillefilm overhovedet fra hoffotograf Peter Elfelts Henrettelsen optaget 1903 til Carl Th. Dreyers klassiker Blade af Satans bog fra 1921.